# Gonomyia punctigera
Gonomyia punctigera är en tvåvingeart som beskrevs av Alexander 1933. Gonomyia punctigera ingår i släktet Gonomyia och familjen småharkrankar. Inga underarter finns listade i Catalogue of Life.